# Manfred Ballmann
Manfred Ballmann (* 3. Januar 1955 in Lüneburg) ist ein deutscher Pädiater und Pneumologe.

## Leben und Werk
Ballmann besuchte das Gymnasium Johanneum in Lüneburg, an dem er 1973 das Abitur  im mathematisch-naturwissenschaftlichen Zweig ablegte. Er studierte Medizin an der Ruhr-Universität Bochum und der Universität Hamburg, wo er 1983 promovierte. Nach dem Studium war er bis 2010 an der Medizinischen Hochschule Hannover tätig, wo er 2005 habilitierte. Anschließend lehrte und forschte er an der Ruhr-Universität Bochum im Katholischen Klinikum Bochum. Nach einer Zeit als ärztlicher Leiter der DRK-Kinderklinik Siegen nahm er im Dezember 2015 den Ruf auf die Professur für Pneumologie und Allergologie an der Universitätsmedizin Rostock an. Er ist dort Direktor der Kinder- und Jugendklinik und Poliklinik.
Ein Schwerpunkt seiner Forschung ist die Therapie der Mukoviszidose. Er war stellvertretender Vorsitzender des Bundesverbands für Mukoviszidose und ist ein Herausgeber des CF-Manuals zur Diagnose und Therapie der Mukoviszidose (englisch cystic fibrosis, CF).

## Auszeichnungen
- Adolf-Windorfer-Preis 2005
- Adolf-Windorfer-Preis 2020

## Ausgewählte Veröffentlichungen
- Manfred Ballmann: Der PABA-Test in der Pankreasfunktionsdiagnostik bei Kindern : Erfahrungen und eine neue standardisierte Modifikation für die ambulante Anwendung. Dissertation, Universität Hamburg 1983.
- Manfred Ballmann: Therapieoptimierung und Evaluation potentieller Prädiktoren des klinischen Verlaufes bei cystischer Fibrose (CF). Habilitationsschrift, Medizinische Hochschule Hannover 2005.
- Manfred Ballmann, Rainald Fischer et al.: Zystische Fibrose. Springer-Verlag, Berlin 2014, ISBN 978-3-64-254319-7.
- Manfred Ballmann, Ute Staden et al.: Repaglinide versus insulin for newly diagnosed diabetes in patients with cystic fibrosis: a multicentre, open-label, randomised trial. The Lancet Diabetes & Endocrinology, Volume 6, Issue 2, 2018, S. 114 – 121. DOI:10.1016/S2213-8587(17)30400-X (ausgezeichnet mit dem Adolf-Windorfer-Preis 2020).[5]
- Manfred Ballmann, Christina Smaczny et al. (Hrsg.): CF-Manual. 3. Auflage, Thieme, Stuttgart 2022. ISBN 978-3-13-244722-6.